# Reino de Urartu
Urartu (na língua nativa Biai, Biainili; Assírio: māt Urarṭu (ma-at U-ra-ar-ṭu), correspondendo ao Ararate, ou Reino de Vã foi um reino da Idade do Ferro centrado ao redor do lago de Vã no planalto Armênio.
Especificamente, Urartu é um termo assírio para uma região geográfica, enquanto que ‘’Reino de Urartu’’ ou as ‘’terras de Biainili" designam o estado da Idade do Ferro que surgiu naquela região. As razões pelas quais a distinção entre a região geográfica e a entidade política foram assinaladas por  König (1955).
A região corresponde ao planalto montanhoso entre a Ásia Menor, a Mesopotâmia e o Cáucaso, conhecida atualmente como planalto Armênio.

## Nome
O nome Urartu vem de fontes  assírias:  o rei assírio Salmaneser II (r. 1263–1234 a.C.) registrou uma campanha na qual ele subjugou todo o território de "Uruatri". O texto de Salmaneser usa o nome Urartu para se referir a uma região geográfica, não um reino, e lista oito terras contidas em Urartu (que à época da conquista estavam ainda desunidas). O nome nativo do reino era Biainili, também grafado Biaineli, (do qual deriva o topônimo armênio Վան, "Van"), mas pelo final do século IX eles também designavam o seu reino agora unificado de "Nairi". Alguns acadêmicos acreditam que Urartu é uma variação acadiana do Ararate da Bíblia Hebraica. De fato, o Monte Ararate é localizado no antigo território urartiano, a aproximadamente 120 km ao norte de sua antiga capital, Tuspa. Além disso, Ararate também aparece como nome de um reino em Jeremias 51:27, mencionado junto de Minni e Asquenaz.
Acadêmicos como Carl Friedrich Lehmann-Haupt (1910) acreditam que o povo de Urartu autodesignava-se Caldini, por causa de seu deus Caldi. Os Nairi, um povo da Idade do Ferro da região de Vã, são às vezes considerados relacionados ou mesmo idênticos a Urartu.
No começo do século VI, o Reino de Urartu foi substituído pela dinastia orôntida. Na trilíngue Inscrição de Beistum, de 521/0 a.C., por ordem de Dario I, o país chamado Urartu em assírio é chamado de Arminia (Arminiya) em persa antigo e Harminuia (Harminuia) em elamita.
Xubria era parte da confederação de Urartu. Mais tarde, há referência a um distrito nessa area chamado Arme ou Urme, que alguns acadêmicos relacionaram ao nome Armênia.

## Geografia

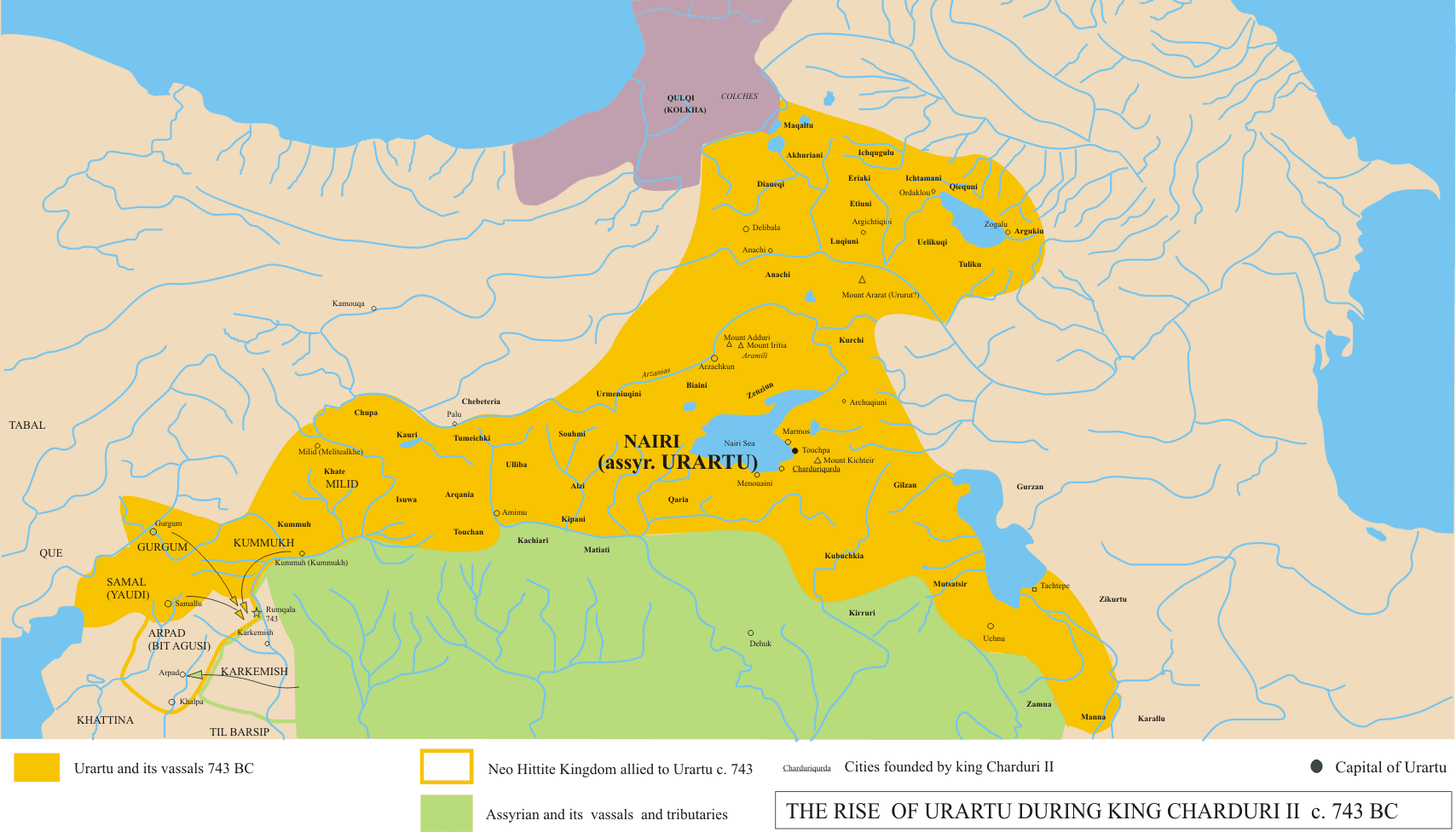
Urartu em

Urartu abrangia uma área de aproximadamente 320 mil km², do rio Cura ao norte até os pés dos Montes Tauro ao sul, e do Eufrates a oeste ao mar Cáspio a leste.
No seu apogeu, Urartu ia do norte da Mesopotâmia até o sul do Cáucaso, incluindo os territórios da atual Armênia e o sul da Geórgia. Dentre os mais importantes sítios arqueológicos dentro desse território estão Altintepe, Toprakkale, Patnos e Chavustepe. Dentre as fortalezas de Urartu que sobreviveram estão a Fortaleza de Erebuni, na moderna Erevã, a Fortaleza de Vã, a de Arguistinili, em Armavir, a de Anzafe, Chavustepe e Bascale, assim como a de Teixebaini e outras.

## Descoberta
Inspirado pelos escritos do historiador medieval Moisés de Corene, que descreveu obras urartianas em Vã e as atribuiu à lendária rainha Semíramis), o estudioso francês Jean Saint-Martin sugeriu que o governo de seu país enviasse Friedrich Eduard Schulz, um professor alemão, para a áreas de Vã em 1827 representando a Sociedade Oriental. Schulz descobriu e copiou inúmeras inscrições cuneiformes, parte em assírio, parte em uma língua até então desconhecida. Schulze também re-descobriu a Estela de Kelishin, que apresenta uma inscrição bilíngue assírio-urartiana no passo de Kelishin na atual fronteira Irã-Iraque. Uma descrição sumária dos seus achados iniciais foi publicada em 1828. Schulz e quatro de seus ajudantes foram assassinados por curdos em 1829 perto de Bascale. Suas notas foram mais tarde recuperadas e publicadas em Paris em 1840. Em 1828, o assiriólogo britânico Henry Creswicke Rawlinson tentou copiar a inscrição na estela de Kelishin, mas não conseguiu devido ao gelo na parte frontal da estela. O estudioso alemão R. Rosch fez outra tentativa alguns anos depois, mas ele e seus ajudantes foram atacados e mortos.
No fim dos anos 1840, sir Austen Henry Layard examinou e descreveu as tumbas cavadas na pedra da Fortaleza de Vã, inclusive a câmara mortuária de Arguisti I. Desde os anos 1870, residentes locais começaram a escavar as ruínas de Toprakkale, vendendo seus artefatos a colecionadores europeus. Nos anos 1880 esse sítio foi submetido a uma não muito bem executada escavação organizada por Hormuzd Rassam a mando do Museu Britânico. Quase nada foi devidamente documentado.
A primeira coleção sistemática de inscrições urartianas, assim dando início a urartologia como um campo especializado, data dos anos 1870s, com a campanha de Sir Archibald Henry Sayce. O engenheiro alemão Karl Sester, descobriu o Monte Ninrode e coletou mais inscrições em 1890/1.

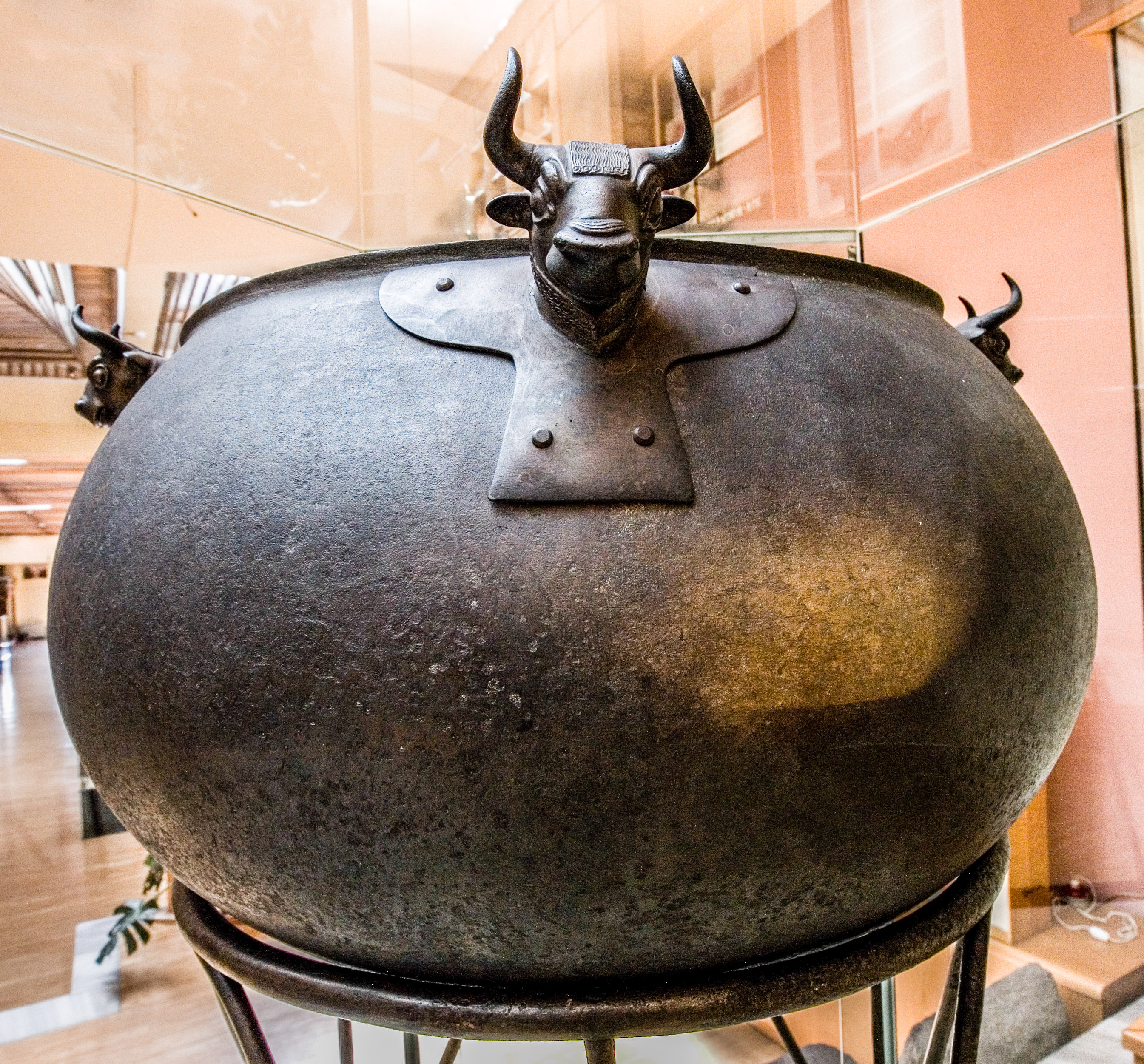
Um caldeirão urartiano

Waldemar Belck visitou a área em 1891, descobrindo a Estela de Rusa. Uma expedição posterior planejada para 1893 foi impedida por hostilidades turco-armênias. Belck, juntamente com Lehmann-Haupt, visitou a área novamente em 1898/9, escavando Toprakkale. Nessa expedição, Belck alcançou a Estela de Kelishin, mas foi atacado por curdos e quase não escapa com vida. Belck e Lehmann-Haupt alcançaram a estela novamente numa segunda tentativa, mas foram novamente impedidos de copiar as inscrições devido ao mau tempo. Outro ataque a Belck resultou numa intervenção diplomática de Guilherme II da Alemanha, e o sultão Abdulamide II concordou em pagar a Belck 80 mil marcos de ouro alemães em reparação. Durante a Primeira Guerra Mundial, a região do lago de Vã caiu brevemente sob o controle russo. Em 1916, os estudiosos russos Nikolay Yakovlevich Marr e Iosif Abgarovich Orbeli, escavaram a Fortaleza de Vã e desenterraram uma estela quadri-facetada carregando os anais de Sarduri II. Em 1939, Boris Borisovich Piotrovsky escavou Karmir-Blur, descobrindo Teišebai, a cidade do deus da guerra, Teišeba. Em 1938-40, escavações conduzidas pelos arqueólogos americanos Kirsopp e Silva Lake foram interrompidas pela Segunda Guerra Mundial e a maioria dos seus achados e anotações de campo foram perdidos quando um submarino alemão torpedeou seu navio, o  SS Athenia. Os documentos sobreviventes foram publicados por Manfred Korfmann em 1977.
Uma nova fase de escavações começou depois da guerra. As escavações em um primeiro momento estavam restritas à Armênia Soviética. A fortaleza de Karmir Blur, que data do reinado de Rusa II, foi escavada por uma equipe encabeçada por Boris Piotrovsky, e pela primeira vez escavadores de Urartu publicaram seus resultados sistematicamente. A partir de 1956, Charles Burney identificou e passou em revista muitos sítios urartianos na área do lago de Vã e, a partir 1959, uma expedição turca chefiada por Tahsin Özgüç escavou Altintepe e Arif Erzen.
No fim dos anos 1960, sítios urartianos no noroeste do Irã foram escavados. Em 1976, uma equipe italiana chefiada por Mirjo Salvini finalmente alcançou a estela de Kelishin, acompanhados de uma pesada escolta militar. A Guerra Irã-Iraque então fechou esses sítios à pesquisa arqueológica. Oktay Belli continuous as escavações em território turco: em 1989 Ayanis,uma Fortaleza do século VII a.C. construída por Rusa II, foi descoberta 35 km ao norte de Vã. Apesar das escavações, somente entre um terço e metade dos sítios urartianos conhecidos na Turquia, Irã, Iraque e Armênia foram examinados por arqueólogos (Wartke 1993). Sem proteção, muitos sítios tem sido depredados pela população local a procura de tesouros e antiguidades que possam ser vendidas.